# Incestophantes
Incestophantes es un género de arañas araneomorfas de la familia Linyphiidae. Se encuentra en la zona holártica.

## Lista de especies
Según The World Spider Catalog 12.0:
- Incestophantes altaicus Tanasevitch, 2000
- Incestophantes amotus (Tanasevitch, 1990)
- Incestophantes ancus Tanasevitch, 1996
- Incestophantes annulatus (Kulczynski, 1882)
- Incestophantes australis Gnelitsa, 2009
- Incestophantes bonus Tanasevitch, 1996
- Incestophantes camtchadalicus (Tanasevitch, 1988)
- Incestophantes crucifer (Menge, 1866)
- Incestophantes cymbialis (Tanasevitch, 1988)
- Incestophantes duplicatus (Emerton, 1913)
- Incestophantes frigidus (Simon, 1884)
- Incestophantes incestoides (Tanasevitch & Eskov, 1987)
- Incestophantes incestus (L. Koch, 1879)
- Incestophantes khakassicus Tanasevitch, 1996
- Incestophantes kochiellus (Strand, 1900)
- Incestophantes kotulai (Kulczynski, 1905)
- Incestophantes lamprus (Chamberlin, 1920)
- Incestophantes laricetorum (Tanasevitch & Eskov, 1987)
- Incestophantes logunovi Tanasevitch, 1996
- Incestophantes mercedes (Chamberlin & Ivie, 1943)
- Incestophantes shetekaurii Otto & Tanasevitch, 2015
- Incestophantes tuvensis Tanasevitch, 1996
- Incestophantes washingtoni (Zorsch, 1937)